# Archive.today
archive.today，又称archive.is或archive.ph，是一個私人資助的网页存档網站，資料中心位於歐洲法國的北部-加来海峡。這個網站典藏檔案館使用Apache Hadoop與Apache Accumulo軟體。它可以一次取回一個類似於WebCite的小於50MB的頁面，並能收錄Google地圖與Twitter。
archive.is会根据版權所有者的合乎數位千年版權法案（DMCA）的撤除請求移除已存檔的頁面。
它每次請求都會擷取網頁的文字內容，載入不含活動元素或指令碼的Web 2.0網站或由JavaScript產生的圖片與框架內容。截圖是1024×768像素，沒有快顯畫面。
截至2015年，archive.is還支援了Memento项目的API，並且開發了Firefox瀏覽器與Chrome瀏覽器的擴充功能。

## 封鎖
在2015年7月21日，網站管理人員封鎖了芬蘭的IP位址，他们在其Twitter上聲稱，这麼做是為了避免與芬蘭政府的糾紛升級。他們拒絕提供額外的資訊。此網站也被中国與哈薩克斯坦封鎖。此站同樣被OpenDNS封鎖。

## 易名
archive.is曾多次更換網域名稱。
從建站初期至2014年4月14日是使用「Archive.is」（首字母為大寫）。
在2014年4月15日時，該網站的名稱已更名為「archive.today」（首字母為小寫）。
在2015年春季又改回了「archive.is」（首字母為小寫）。
2021年夏季，此网站采用「archive.today」为标题，主域名替换为「archive.ph」。

## 使用案例
這個檔案館会被一些作者或駭客活動分子使用。
- 有些在线用户（例如玩家门成員）使用它查看他们反对的网站的内容以避免向其贡献网站流量。[20]
- 朱利安·阿桑奇《當Google遇上維基解密》（When Google Met WikiLeaks）的一書中[21]使用了archive.is保留線上引文。[22]
- 叙利亚电子军（英语：Syrian Electronic Army）使用它證明他們入侵了網站。[23]

## 評論
有別於比如網際網路檔案館時光機（Internet Archive Wayback Machine）的主动性網路蜘蛛，archive.is每次只擷取網站的一個頁面，所以不遵守「Robots排除標準」。 
從法律上講，archive.today與網際網路檔案館時光機有很大不同。互联网档案馆的时光机抓取网页时遵循通常的Robots指令，这种指令可以阻止其抓取特定的网页。然而，网站无法阻止archive.today的用户对其制作站点镜像。——Jason Koebler，Dear GamerGate: Please Stop Stealing Our Shit

## 外部連結
- 官方网站
- Archive.is blog的Tumblr
- archive.today的X（前Twitter）
- Archive.today at CrunchBase